# Culicoides flaviscutatus
Culicoides flaviscutatus är en tvåvingeart som beskrevs av Wirth och Hubert 1959. Culicoides flaviscutatus ingår i släktet Culicoides och familjen svidknott. Inga underarter finns listade i Catalogue of Life.